# تفراوت (آيت واعفر)
تفراوت هو دُوَّار يقع بجماعة زاوية أحنصال، إقليم أزيلال، جهة بني ملال خنيفرة في المملكة المغربية. ينتمي الدوّار لمشيخة آيت واعفر التي تضم دوارين. يقدر عدد سكانه بـ 287 نسمة حسب الإحصاء الرسمي للسكان والسكنى لسنة 2004.

## روابط خارجية
- البوابة الوطنية للجماعات الترابية نسخة محفوظة 12 مارس 2018 على موقع واي باك مشين.
- المندوبية السامية للتخطيط